# Rochester New York Football Club
Rochester New York Football Club, anteriormente conhecido como Rochester Raging Rhinos e Rochester Rhinos, foi um time de futebol dos Estados Unidos, com sede em Rochester, no estado de Nova Iorque. Fundada em 1996, a equipe joga na MLS Next Pro. Suas cores são o preto, branco e verde. 
No dia 30 de novembro de 2017 a equipe anunciou que entraria em hiato e só retornaria em 2019.. Porém, sua volta aos gramados foi oficializada em 2022, para disputar a recém-criada MLS Next Pro.

## História
A equipe foi fundada em 1996, quando entrou para a A-League, até que em 1997 esta se fundiu com a USISL, porém permanecendo o nome. Em 2005, a A-League mudou de nome para USL First Division. Em 2006, o Rhinos passou a utilizar o recém-concluído Paetec Park, estádio com capacidade para 13.768-assentos. A construção do estádio está em curso e, uma vez concluído, este terá capacidade total de  cerca de 20.000 lugares. Em 2011 a liga mudou de nome novamente para USL Pro. 
A equipe fez os playoffs de todas as temporadas até dezembro de 2013. Chegou à final do campeonato sete vezes (1996, 1998, 1999, 2000, 2001, 2006, 2015). 
O time foi considerado um candidato para entrar na MLS quando seu estádio estava na fase de planejamento.
Em junho de 2021, o atacante inglês Jamie Vardy foi anunciado como co-proprietário do Rhinos juntamente com David e Wendy Dworkin. Desde março de 2022, manda seus jogos no John L. DiMarco Field (que recebe jogos de futebol e lacrosse), situado no Monroe Community College, em Brighton, e com capacidade para 1.500 lugares. Anteriormente, jogou como mandante no Fauver Stadium (1996), no Frontier Field (1996 a 2005) e no Marina Auto Stadium (2006 a 2017).
Em 10 de março de 2023, o Rochester New York FC retirou-se do MLS Next Pro e encerrou as operações citando um "modelo de negócios insustentável".

## Palmarés
| Competições Nacionais | Competições Nacionais | Competições Nacionais | Competições Nacionais   |
|                       | Competição            | Venceu                | Temporadas              |
| --------------------- | --------------------- | --------------------- | ----------------------- |
| Estados Unidos        | U.S. Open Cup         | 1                     | 1999                    |
| Estados Unidos        | United Soccer Leagues | 4                     | 1998, 2000, 2001 e 2015 |